# Florence Rita Arrey
Florence Rita Arrey   (Mamfe, 18 de maig de 1948) és una jutge camerunesa que va ser la primera dona presidenta del Tribunal d'Apel·lació. Ha estat membre del Tribunal Suprem del Camerun i és vicepresidenta del Tribunal Penal Internacional per a Ruanda. L'any 2014, va ser nomenada Directora de Professions Judicials del Ministeri de Justícia del Camerun.

## Trajectòria
Arrey va estudiar dret a la Universitat de Lagos, Nigèria i té un Diploma en Redacció Jurídica i un Certificat en Dret Internacional per la Universitat de Londres.
Arrey va ser la primera dona a ser nomenada consellera estatal al Camerun el 1974. Va ser nomenada al Tribunal d'Apel·lació el 1984 i el 1990 es va convertir en la primera dona nomenada presidenta de la justícia. L'any 2000, va ser nomenada al Tribunal Suprem del Camerun.
Arrey va ser elegida jutge ad litem del Tribunal Penal Internacional per a Ruanda (TPIR) per l'⁣Assemblea General de les Nacions Unides el 2003. El 2012 va ser escollida vicepresidenta del TPIR i jutgessa del Mecanisme dels Tribunals Penals Internacionals.
El 2014, Arrey va ser nomenada Directora de Professions Judicials al Ministeri de Justícia del Camerun. És presidenta i fundadora de l'Associació de Dones Jutgesses del Camerun i vicepresidenta de l'Associació Internacional de Dones Jutges.
El Dia Internacional de les Dones del 2011, Arrey va ser nomenada una de les 50 dones més influents del Camerun.

## Obres
- Arrey, Florence Rita. «Legislative and Judicial Treatment of Family Relations in Cameroon». A: United Nations. Division for the Advancement of Women. Bringing International Human Rights Law Home: Judicial Colloquium on the Domestic Application of the Convention on the Elimination of All Forms of Discrimination Against Women and the Convention on the Rights of the Child.  United Nations Publications, 2000, p. 138–140. ISBN 9789211302042.